# Ramusella corniculata
Ramusella corniculata är en kvalsterart som beskrevs av Pérez-Íñigo och Peña 1997. Ramusella corniculata ingår i släktet Ramusella och familjen Oppiidae. Inga underarter finns listade i Catalogue of Life.